# Eddie Nketiah
Edward Keddar Nketiah (Lewisham, London, 1999. május 30. –) angol válogatott labdarúgó, csatár, a Crystal Palace játékosa.

## Pályafutása

### Klubcsapatokban
2008 és 2015 között a Chelsea akadémiáján nevelkedett. Ezután csatlakozott az Arsenal ifjúsági csapataihoz. A 2016-17-es szezonban az U18-as korosztályban 16 mérkőzésen lépett pályára és ezeken szerzett 15 gólt, majd a következő idényekben az U23-asok között is gólérzékeny maradt. Arsène Wenger felfigyelt rá és több felkészülési táborban részt vett a felnőttekkel. 2017. szeptember 28-án mutatkozott be az első csapatban a BATE Bariszav elleni 4–2-re megnyert Európa-liga találkozó 89. percében, ekkor Joe Willock cseréjeként. Október 24-én a ligakupában a Norwich City ellen a 85. percben lépett pályára, majd néhány másodperccel később gólt szerzett, a hosszabbításban Mohamed en-Neni szögletét fejelte a kapuba. 2019. május 12-én szerezte meg a bajnokságban az első gólját a Burnley ellen.
2019. augusztus 8-án kölcsönbe került a másodosztályú Leeds Unitedhez. Augusztus 13-án góllal mutatkozott be a Salford City elleni ligakupa mérkőzésen. Augusztus 21-én a bajnokságban is góllal debütált, a Brentford FC ellen az ő góljával nyert csapata. Novemberben sérülést szenvedett, aminek következtében 2019-ben már nem tudott pályára lépni. 2020 januárjában az Arsenal visszarendelte. 2020. június 18-án megszerezte karrierje első nagyobb érmét, miután a Championship bajnokának nyilvánították.
2020. szeptember 19-én a 2020–2021-es szezon 2. fordulójában győztes találatot szerzett a West Ham United ellen.
2024. augusztus 30-án a Crystal Palace-hoz igazolt, 25 millió font ellenében, és a 9-es mezt kapta új klubjában.

### A válogatottban
az angol vagy a ghánai válogatottban való szereplésre is jogosult. 2017. március 22-én mutatkozott be az angolok U19-es korosztályában góllal a Szaúd-Arábia U18-as válogatottja ellen. A következő mérkőzésen Katar ellen mesterhármast szerzett. November 18-án 4 gólt szerzett az U19-esek között Feröer ellen. 2018. május 18-án bekerült Aidy Boothroyd Touloni Ifjúsági Tornára utazó keretébe. Skócia ellen duplázott. 2020. szeptember 4-én mesterhármast szerzett az U21-esek között Koszovó ellen, ekkor viselte először a csapatkapitányi karszalagot.

## Statisztika
| Klub         | Szezon   | Bajnokság      | Bajnokság | Bajnokság | Kupa  | Kupa  | Ligakupa | Ligakupa | Nemzetközi | Nemzetközi | Szuperkupa | Szuperkupa | Összesen | Összesen |
| Klub         | Szezon   | Bajnokság      | Mérk.     | Gólok     | Mérk. | Gólok | Mérk.    | Gólok    | Mérk.      | Gólok      | Mérk.      | Gólok      | Mérk.    | Gólok    |
| ------------ | -------- | -------------- | --------- | --------- | ----- | ----- | -------- | -------- | ---------- | ---------- | ---------- | ---------- | -------- | -------- |
| Arsenal      | 2017–18  | Premier League | 3         | 0         | 1     | 0     | 1        | 2        | 5          | 0          | —          | —          | 10       | 2        |
| Arsenal      | 2018–19  | Premier League | 5         | 1         | 1     | 0     | 1        | 0        | 2          | 0          | —          | —          | 9        | 1        |
| Arsenal      | 2019–20  | Premier League | 13        | 2         | 4     | 2     | —        | —        | —          | —          | 0          | 0          | 17       | 4        |
| Arsenal      | 2020–21  | Premier League | 17        | 2         | 1     | 0     | 2        | 1        | 8          | 3          | 1          | 0          | 3        | 1        |
| Arsenal      | Összesen | Összesen       | 38        | 5         | 7     | 2     | 4        | 3        | 15         | 3          | 1          | 0          | 45       | 13       |
| Leeds United | 2019–20  | Championship   | 17        | 3         | —     | —     | 2        | 2        | —          | —          | —          | —          | 19       | 5        |
| Összesen     | Összesen | Összesen       | 55        | 8         | 7     | 2     | 6        | 5        | 15         | 3          | 1          | 0          | 84       | 18       |

## Sikerei, díjai

### Klub
Arsenal
- Angol kupa: 2019–20
- Angol szuperkupa: 2020
- Emirates-kupa: 2022

 Leeds United
- EFL Championship: 2019–20

### Válogatott
Anglia U21
- Touloni Ifjúsági Torna: 2018

## Külső hivatkozások
- Eddie Nketiah adatlapja a Transfermarkt oldalán (angolul)
- Eddie Nketiah adatlapja a Soccerway oldalon (angolul)